# 臺北市立三民國民中學
臺北市立三民國民中學是位於台灣臺北市內湖區民權東路六段45號的一所國民中學。成立於1984年8月1日。

## 學區
- 學區：行善里、週美里、石潭里、湖興里、湖元里。[2]
- 與台北市立明湖國中共同學區：葫洲里、金湖里、康寧里、明湖里、蘆洲里。
- 與台北市立內湖國中共同學區： 瑞光里（1-13、20鄰）。

## 外部連結
- 臺北市立三民國民中學網站 （页面存档备份，存于）